# Fort Mose Historic State Park
Fort Mose Historic State Park (ursprünglicher Name: Gracia Real de Santa Teresa de Mose) ist ein National Historic Landmark der Vereinigten Staaten am Rande von St. Augustine, Florida. Der Park ist gleichzeitig ein State Park.

## Geschichte
Fort Mose, mit vollem Namen Gracia Real de Santa Teresa de Mose geheißen, war die erste offizielle afroamerikanische Siedlung auf dem Gebiet der heutigen Vereinigten Staaten. Sie entstand in der Zeit, als Florida eine spanische Kolonie war. Das Versprechen der Spanier, Sklaven die Freiheit zu gewähren, wenn sie sich zum katholischen Glauben bekannten, führte dazu, dass aus den angrenzenden britischen Kolonien, hauptsächlich aus South Carolina und Georgia, Tausende von Sklaven nach Florida flohen. Als besonders viele von ihnen auf dem Gebiet des heutigen State Park Zuflucht nahmen, ließ der Gouverneur der Kolonie, Manuel Montiano, hier 1738 eine befestigte Stadt errichten, deren militärischer Führer der afrikanischstämmige Francisco Menendez war und die den Spaniern als wichtige Bastion gegen die latente militärische Bedrohung durch die britischen Nachbarkolonien diente. 1740 wurde das Fort beim Angriff der Briten unter James Oglethorpe auf das spanische St. Augustine zerstört. Die Bevölkerung war zuvor in die Festung San Marcos evakuiert worden. Die Miliz von Fort Mose trug viel zur Abwehr des britischen Angriffs bei. 1752 wurde Fort Mose wieder aufgebaut. Als Spanien nach dem Siebenjährigen Krieg Florida im Tausch gegen Havanna an das Vereinigte Königreich abtrat, flohen die Bewohner nach Kuba. Aufgrund ihrer Bedeutung als Zufluchtsort für geflohene Sklaven gilt Fort Mose auch als eine Art Vorläufer der Underground Railroad. 

## Der State Park
Die Stätte wurde am 12. Oktober 1994 zum National Historic Landmark erklärt und in das National Register of Historic Places aufgenommen. Das Fort ist nicht erhalten. In einem Besucherzentrum (Visitor Center) kann man sich jedoch über die Geschichte des Forts informieren.